# Свен Оттке
Свен Оттке (нім. Sven Ottke; нар. 3 червня 1967, Шпандау, Берлін) — німецький професійний боксер, чемпіон світу за версіями IBF (1998—2004) та WBA Super (2003—2004) в другій середній вазі, чемпіон Європи, призер чемпіонатів світу та Європи серед аматорів.

## Аматорська кар'єра
Свен Оттке розпочав займатися боксом з 14 років, а вже у 16 став чемпіоном Німеччини серед юніорів. Впродовж аматорської кар'єри 11 разів був чемпіоном Німеччини в середній та напівважкій вазі.
На чемпіонаті Європи 1987 в другому бою програв Генрику Петрич (Польща).
На Олімпійських іграх 1988 Оттке переміг Аарона Якобашвілі (Ізраїль), Ха Йон Хо (Південна Корея) та Руслана Тарамова (СРСР), а у чвертьфіналі програв Егертону Маркус (Канада) — 0-5 і вибув з боротьби за нагороди.
На чемпіонаті Європи 1989 програв в першому бою Андрію Курнявка (СРСР).
На чемпіонаті світу 1989 переміг Марка Едвардса (Англія) та Міхала Франека (Чехословаччина), а у півфіналі програв Анхелю Еспіноса (Куба) і отримав бронзову медаль.
На чемпіонаті Європи 1991 Оттке переміг Драгомира Полексича (Югославія), Олександра Лебзяка (СРСР) та Міхала Франека і став чемпіоном.
На чемпіонаті світу 1991 в другому бою програв Олександру Лебзяку.
На Олімпійських іграх 1992 Оттке, здобувши дві перемоги над Річардом Сантьяго (Пуерто-Рико) та Бріаном Ленцом (Данія), програв в чвертьфіналі майбутньому чемпіону Аріелю Ернандес (Куба) — 6-14.
На чемпіонаті світу 1993 в 1/8 фіналу переміг Олександра Лебзяка (Росія) — 10-6, а у чвертьфіналі програв Аріелю Ернандес — 2-2(+).
На чемпіонаті Європи 1993 дебютував в категорії до 81 кг і, здобувши дві перемоги, у півфіналі програв Сінану Шаміль Сам (Туреччина) — 2-4.
На Кубку світу 1994 виборов срібну медаль, програвши у фіналі Ростиславу Зауличному (Україна) — 14-16.
У фіналі чемпіонату Німеччини 1994 Свен Оттке поступився молодому Томасу Ульріх, після чого вирішив повернутися в категорію до 75 кг.
На чемпіонаті Європи 1996 він здобув п'ять перемог, у тому числі в півфіналі над Жаном-Полем Менді (Франція) — 6-0 та у фіналі над Жолтом Ердеї (Угорщина) — 3-1, і став вдруге чемпіоном.
На своїх третіх Олімпійських іграх Оттке переміг у першому бою Жана-Поля Менді — 11-4, а в другому програв Аріелю Ернандес — 0-5 і втратив останній шанс на олімпійську нагороду.

## Професіональна кар'єра
1997 року Свен Оттке дебютував на професійному рингу, а вже за рік 24 жовтня 1998 в своєму тринадцятому бою проти Чарлза Брюера (США) завоював титул чемпіона світу за версією IBF в другій середній вазі, який захистив 21 раз, встановивши рекорд за кількістю захистів чемпіонського звання в другій середній вазі. Але слід зазначити, що усі титульні бої Оттке провів у Німеччині, і бої обслуговували переважно німецькі судді.
В захистах титула Свен Оттке перемагав таких боксерів, як Томаса Тейта (двічі), Глена Джонсона, Сільвіо Бранко, Джеймса Батлера, Ентоні Мандіна та Чарлза Брюера в матчі-реванші.
13 березня 2003 року в напруженому об'єднавчому бою з чемпіоном світу за версією WBA Super американцем Байроном Мітчеллом Свен Оттке здобув чергову перемогу за очками і став об'єднаним чемпіоном, після чого провів ще чотири переможних захиста і оголосив про завершення кар'єри, залишившись непереможеним.